# Хаттаб
Амир ибн аль-Хаттаб (настоящее имя — Самер Салех ас-Сувейлем (араб. ثامر صالح عبد الله السويلم‎); также известный под прозвищем "Чёрный Араб" (14 апреля 1969 — 20 марта 2002) — арабский террорист, наёмник, полевой командир, родом из Саудовской Аравии, один из руководителей вооружённых формирований самопровозглашённой Чеченской Республики Ичкерия на территории Российской Федерации в 1995—2002 годах, сторонник создания в Чечне исламского государства. Проповедовал идеи салафизма и религиозной священной войны (джихада), практическим воплощением которых в жизнь он занимался и до Чечни, участвуя в боевых действиях на стороне исламистов в Афганистане (1987—1992) и Таджикистане (1993). Был одним из руководителей ваххабитских организаций «Исламская международная миротворческая бригада» и «Высший военный маджлисуль шура объединённых сил моджахедов Кавказа».

## Биография
В качестве его настоящего имени до его смерти называлось Хабиб Абд аль-Рахман (варианты написания — Хабиб Абдул Рахман, Абд-эль-Рахман, Хабиб ар-Рахман), после — Самер Салех ас-Сувейлем.
Точные год и место рождения неизвестны (по некоторым сведениям, не были известны даже ему самому). Указываются 1963 год, и, как наиболее вероятный — 1969 год.
Родился в городе Арар (Саудовская Аравия). По данным Newsweek, Хаттаб — этнический чеченец, представитель многочисленной иорданской чеченской диаспоры. Встречается также информация о том, что он был наполовину черкесом, другие источники её опровергают: «По ряду свидетельств, Хаттаб имеет иорданское подданство. Слухи о его чеченском происхождении и якобы службе в „черкесской гвардии“ — личной охране короля Иордании, состоящей из чеченцев и кабардинцев, не соответствуют действительности».
Ахмат Кадыров в бытность главою администрации Чеченской Республики указал, что Хаттаб якобы на самом деле является йеменским евреем, который свою первую дочь назвал Сарой (Это заявление было сделано Кадыровым после личной поездки в Иорданию, в ходе которой он совершил неудачную попытку установить контакты с иорданской чеченской диаспорой).
Ссылаясь то на ФСБ, то на ГРУ, то даже на ЦРУ, его именовали то иорданским чеченцем, то арабом — когда иорданским, когда саудовским, изредка йеменским, а то и вовсе зачисляли в пакистанцы.
Зелимхан Яндарбиев заявлял, что Хаттаб по национальности саудовец, «хотя почему-то его называют то иорданским чеченцем, то ещё кем…».
Согласно книге генерала Трошева — Хаттаб родился в «богатой иорданской семье чеченского происхождения».
О том, что Хаттаб родом из Саудовской Аравии, свидетельствовал также воевавший под его началом американский моджахед Аукей Коллинз. В 2001 году иорданский посол в Москве Ахмед Али Мубайдин заявил, что Хаттаб никогда не был подданным Иордании и иорданцем не является: «никогда не был иорданцем, ни по подданству, ни по происхождению».
Утверждают, что его отец был старейшиной кочевого бедуинского племени, территория кочевья которого расположена на границе Иордании и Саудовской Аравии, в песках пустыни Эш-Шам. Тот же источник отмечает состоятельность его бедуинской семьи и то, что Хаттаб, «видимо, от природы был наделён неплохим умом и творческим воображением».
В 1987 году родственники отправили его на обучение в США, в Нью-Йорк. Широкой общественности недоступна достоверная информация о его жизни в США, те источники, что есть, весьма противоречивы: по одним сведениям — он подал документы в один из американских колледжей, был принят, но к занятиям не приступил, некоторые источники указывают, что он всё же проучился до конца 1987 года, однако не ясно, уже в колледже или где-то в другом месте. Он не пожелал возвращаться домой, мотивируя это правом по шариату участвовать в газавате вопреки запрету родственников.
В том же 1987 году отправился в Афганистан, где принял активное участие в боевых действиях против советских войск. Отличился в боях за Джелалабад и Кабул. Получил тяжёлое ранение в живот пулей калибра 12,7 мм. Позже лишился нескольких пальцев на руке при взрыве гранаты.
В 1993 году после прихода к власти в Афганистане коалиции моджахедов, вернулся домой, но вскоре опять (в 1994 году) вернулся в Афганистан, где с группой соратников занялся подготовкой и вооружением исламских оппозиционеров из Таджикистана и Узбекистана. «Хаттаб в Таджикистане проявил свои командные способности, организовав ряд нападений на заставы российских пограничников» (Washington Profile, 27.06.2002). 13 июля 1993 года участвовал в нападении на 12-ю заставу Московского пограничного отряда на таджикско-афганской границе, в результате чего погибло 25 российских пограничников. Вопреки утверждению некоторых источников, Хаттаб не был организатором этого нападения, а лишь возглавлял один из участвовавших в нём отрядов.

## Участие в боевых действиях на Северном Кавказе
В декабре 1994 года из репортажа CNN узнал о войне в Чечне: Хаттаб рассказывал, как увидел по телевидению сюжет о событиях в Чечне. «На головах чеченцев были ленты с надписью шахады — Ля иляха илля Ллах…, а сами они восклицали „Аллаху Акбар!“ Я понял, что в Чечне идёт Джихад и я обязан принять в нём участие», после чего использовав сложившиеся с чеченцами ещё в Нагорном Карабахе связи, уже в январе 1995 года вместе с 8 сообщниками (в числе которых были Абу аль-Валид аль-Гамиди и Абу Кутейб) прибыл в Грозный.
Принял активное участие в Первой чеченской войне, организовал ряд успешных операций против российских войск. Организовывал зарубежное (в основном из Саудовской Аравии, Пакистана, Турции) финансирование закупки боеприпасов и обустройства лагерей по подготовке боевиков на территории Чечни.
В 1995 году вместе с членами своего отряда основал военно-религиозный учебный центр «Кавказ» на окраине селения Сержень-Юрт (на территории бывшего пионерского лагеря). В лагере молодёжь из близлежащих деревень проходила обучение исламу и разным аспектам военного дела. Всего в этом учебном центре прошли обучение около 10 тыс. боевиков. По заявлению Зелимхана Яндарбиева: «Учебный лагерь Хаттаба создал я в конце первой войны через генштаб, возглавляемый Масхадовым».
Октябрь 1995 — нападение отряда Хаттаба на блок-пост российских войск вблизи населённого пункта Харачой.
16 апреля 1996 года близ чеченского села Ярышмарды моджахеды под командованием Хаттаба разгромили колонну 245-го мотострелкового полка российской армии (Бой у Ярышмарды).
Захват в плен 28 солдат внутренних войск РФ в с. Шуани.
Вместе со своим отрядом принимал участие в штурме Грозного в августе 1996 года (операция «Джихад»).
По данным СМИ, летом 1996 года готовил убийство или, по возможности, похищение пророссийского главы Чеченской Республики Доку Завгаева. Хаттабу также приписывают террористический акт в отношении врачей гуманитарной миссии Красного Креста 17 декабря 1996 года в селе Новые Атаги, когда преступниками было расстреляно шесть человек.
22 декабря 1997 года — нападение на городок 136-й мотострелковой бригады в Буйнакске (Дагестан).
В 1998 году вступил в террористическую организацию Конгресс народов Ичкерии и Дагестана (КНИД) и возглавил Исламскую миротворческую бригаду (вооружённое формирование КНИД).
В августе и сентябре 1999 года совместно с Шамилем Басаевым организовал и возглавил рейды чечено-дагестанских боевиков на территорию Дагестана с целью вооружённой поддержки местных исламских радикалов. Во время боевых действий в Дагестане произошли взрывы жилых домов в Буйнакске, Москве и Волгодонске, заказчиком которых, как установил суд, являлся Хаттаб.
«До настоящего времени я воевал только против армии. Против гражданских никогда не воевал. Но после событий в Дагестане за свои действия будет отвечать не только русский солдат, но и весь русский народ, — заявил Эмир аль-Хаттаб чешским журналистам. — Я прибыл сюда по зову собственного сердца и по долгу правоверного мусульманина, поскольку Коран открыто говорит об обязанности мусульманина участвовать в борьбе за утверждение ислама… Я хочу обратиться ко всем, кто думает, что чеченская война завершилась. Они глубоко ошибаются. Как прошлая, так и недавняя история горцев-мусульман знает немало примеров, когда неверные просили о долгосрочном перемирии, а затем нарушали его».
Именно Хаттаб являлся связующим звеном между боевиками в Чечне и международными террористическими структурами.
«The Washington Post» в конце 2001 года писала: «Один западный дипломат, наблюдающий за событиями в Чечне, сказал, что россияне хотят, чтобы Масхадов изолировал и ликвидировал исламскую часть чеченского сопротивления, лидерами которой являются загадочный боевик из Иордании по имени Хаттаб и чеченец Шамиль Басаев. Хаттаб в течение многих лет получает средства от мусульманских благотворительных организаций из богатых нефтедобывающих стран. Однако неизвестно, хочет ли и может ли Масхадов сражаться с исламскими силами. По словам дипломата, как минимум 60 % партизанских сил принадлежат к мусульманской группировке».
В марте 2000 года руководил прорывом боевиков из «котла» в Аргунском ущелье. Один из тяжёлых боёв произошёл 29 февраля — 1 марта около села Улус-Керт, где боевики во главе с Хаттабом смогли прорвать окружение, встретив на пути 6-ю роту десантников псковской дивизии ВДВ (см. Бой у высоты 776). По данным федеральных сил, через боевые построения 6-й роты прорывались до 2500 боевиков, которые в итоге потеряли убитыми более 500 человек. Чуть позже подразделения Хаттаба и Шамиля Басаева в ходе боя близ села Джани-Ведено разгромили отряд пермского ОМОНа, при этом погибло более 40 сотрудников милиции, и захватили в плен 11 пермских омоновцев. Чеченская сторона предложила обменять пленных омоновцев на полковника Буданова. Русские отказались и тогда пленные омоновцы были казнены. Тогда же командование моджахедов приговорило Буданова к смертной казни без срока давности.
Отмечают, что поражение талибов, нанесённое им силами Северного альянса при поддержке США, сильно повлияло на эмоциональное состояние Хаттаба.
Собственноручно расстреливал раненых и контуженных российских солдат и офицеров, о чем есть документальные видеосъемки.

## Убийство Хаттаба
Убийство Хаттаба по значению сопоставлялась с убийством 21 апреля 1996 года Джохара Дудаева, это «самый большой успех федеральных сил в Чечне с момента взятия Грозного», — писал журнал «Итоги».
Его смерти предшествовала запутанная история с его якобы намерением отправиться в Афганистан. Отмечают, что, если он делал эти заявления, это могла быть попытка запутать российские силы. С другой стороны, существуют утверждения, что эти заявления инспирировались российскими силами с целью связать Хаттаба с Усамой бен Ладеном. В конце 2001 года в Париже Владимир Рушайло сообщил журналистам: «Нами была получена достоверная информация о переговорах Хаттаба со своими полевыми командирами о том, что в его планы входит в ближайшее время появление в Афганистане», также он процитировал слова Хаттаба о том, что тот намерен «убивать жирных американцев» в Афганистане.
Первая информация о смерти Хаттаба появилась в прессе 11 апреля 2002 года: «Об этом можно говорить с большой долей уверенности, поскольку в последние два месяца Хаттаб никак себя не проявлял: он не выходил на связь, действия боевиков в районе, контролируемом Хаттабом, не скоординированы. Вероятность его гибели подтверждается также данными наших осведомителей», — заявил анонимно один из сотрудников ФСБ, принимавший участие в специальной операции, он также сообщил, что для выполнения поставленной задачи был задействован «агент из числа арабов, воюющих в Чечне, ранее завербованный спецслужбой одного из государств СНГ». Ранее сообщения о его смерти появлялись в СМИ не менее десяти раз.
Представители ФСБ официально объявили об «окончательной ликвидации» Хаттаба 25 апреля 2002 года: начальник управления программ содействия Федеральной службы безопасности Александр Зданович заявил, что Хаттаб убит в результате «агентурно-боевой операции», эту же новость подтвердил помощник президента Сергей Ястржембский и министр обороны Сергей Иванов. Было заявлено, что стопроцентные доказательства ликвидации получены и будут продемонстрированы широкой общественности ещё до майских праздников, пауза объяснялась необходимостью «вывести из-под возможного удара людей, участвовавших в операции». В том же году боевики, со ссылкой на «военный совет шуры», заявили, что полевого командира отравил его помощник дагестанец Ибрагим Алаури, который впоследствии был убит боевиками. В январе 2018 года ИА «Росбалт» сообщило, что Хаттаб был отравлен письмом с нервно-паралитическим веществом. Такой специфический способ устранения объясняется тем, что Хаттаб постоянно менял местоположение и не доверял средствам связи. Он контактировал с внешним миром при помощи писем, которые передавались курьерами по цепочке, отследить которую не представлялось возможным.
В 2004 году Московский городской суд посмертно признал Хаттаба одним из заказчиков террористических актов в Буйнакске, Москве и Волгодонске в 1999 году.

## Оценки
Получил прозвище «Однорукий араб» из-за изуродованной руки: фаланги пальцев он потерял в Таджикистане при взрыве гранаты, а покалеченные пальцы прятал в чёрные перчатки.
Герой России, генерал-полковник Геннадий Трошев так писал о нём в своих воспоминаниях: «Одноруким прозвали Хаттаба не случайно. На всех пальцах его правой руки не хватает одной-двух фаланг. Но и левой рукой он стреляет искусно. Любовь к оружию, видимо, болезнь семейная. Сестра террориста, например, владеет большим оружейным магазином в США. Однако навестить сестру Хаттабу вряд ли удастся, потому что западные спецслужбы много лет ведут за ним охоту: „Рост 174—176 см, моложавого вида, смуглый, носит бороду, длинные до плеч волосы…“».
Масхадов говорил: «Хаттаб в нашем понимании — доброволец. Где-то в 95-м году оказался на территории Чечни, воевал, ничем особо не выделялся. Когда закончилась война, он прикинулся овечкой — ни в какую политику не вмешивался, никакого отношения ко всему, что здесь происходит, он не имеет. Но говорит: из-за того, что воевал в Чечне, не может вернуться к себе домой. Как сказать человеку, который воевал, помогал нам: „Всё. Уходи отсюда, ты больше нам не нужен?“»
«Хаттаб — дисциплинированный воин. Моджахед мирового масштаба и вообще прекрасный парень… Хаттаб не проявит ненужной самостоятельности. Как и Басаев, [он] командующий большой группы подразделений», — так отзывался о нём Зелимхан Яндарбиев в конце 2001 года.
«Самой одиозной, харизматической и, отчасти, полумифической фигурой в руководстве чеченских сепаратистов» назвала Хаттаба газета «Время новостей» (26.04.2002), — «За время „второй чеченской кампании“ этот человек сумел заработать все возможные для предводителя боевиков эпитеты и „заслуги“, давно затмив по „популярности“ у спецслужб и влиятельности среди коллег Аслана Масхадова».
Был опытным и хорошо подготовленным террористом, владел всеми видами стрелкового оружия. Разбирался в минно-подрывном деле. Лично вёл обучение подчинённых ему боевиков-смертников. Отмечается, что он отличался в военном мастерстве и знал несколько языков: «он был настоящий знаток военного дела, хорошо образован, говорил на арабском, пуштунском, английском и русском языках». По многочисленным свидетельствам — хромал на левую ногу. Отмечали его пристрастие к видеосъёмкам.
Хаттаб собственноручно расстреливал пленных русских солдат и офицеров  (имеются документальные видеозаписи, снятые боевиками).

## Личная жизнь
Указывают, что отец Шамиля Басаева Салман «предоставил Хаттабу свой дом в Дышне-Ведено и назвал его своим сыном. Так Шамиль, в тот период невольно для себя, стал названым братом Хаттаба».
В 1996 году женился на даргинке из Кадарской зоны Дагестана Фатиме Бидаговой, дочери Мухаммада — моджахеда из сепаратистского даргинского села Карамахи.

Поверь мне, дирхам (деньги) занимают поклоняющихся. Поклоняющихся Западу, этому миру, с работой, и зарплатой. Но всё, что у Аллаха — лучше.

Это ложное поклонение привело к тому, что поколения за поколениями прошли мёртвую жизнь рутины, которая сродни жизни животного. Они поднимаются утром к завтраку, затем идут на работу, затем на обед, потом домой, потом ложатся спать… И жизнь не имеет никакой цели.

Поверь мне, о Салех, смыслом их жизни стало получение богатства и процветания, попытка застраховаться от неприятностей. Но неприятности никогда не кончатся. Неприятность с работой, с женой, с детьми, с размещением, и всякий раз, когда одна неприятность решена, появляется другая. Они решают одну неприятность за другой, и жизнь заканчивается, а неприятности остаются.— Из послания Хаттаба своему сыну Салеху, когда тому исполнилось 3 месяца